# 孔斯蒂圖西翁 (智利)

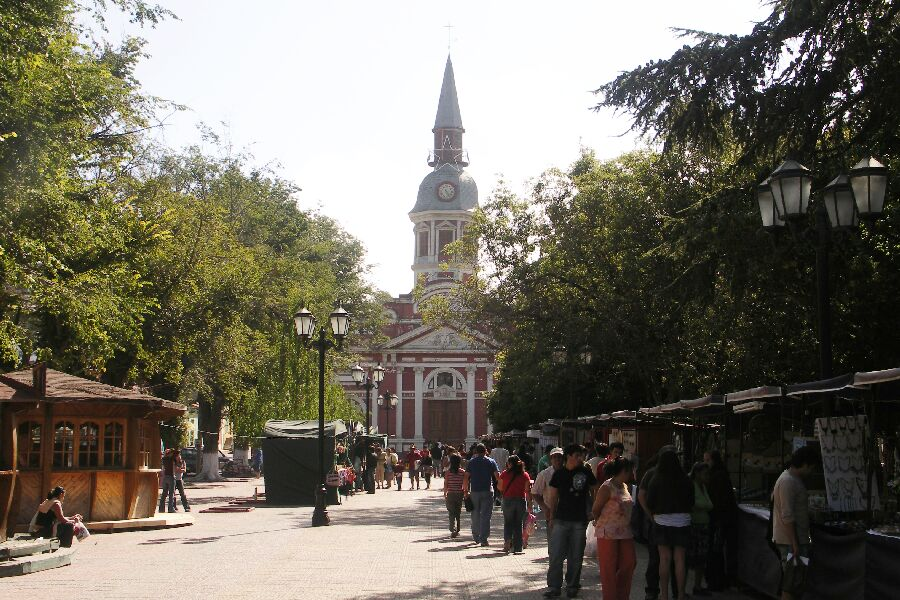

孔斯蒂圖西翁是智利的城鎮，位於該國中部，由馬烏萊大區的塔爾卡省負責管轄，始建於1794年，面積1,343平方公里，海拔高度75米，2002年人口46,081，人口密度每平方公里34.3人。

## 外部連結
- （西班牙文） Municipality of Constitución（页面存档备份，存于）